# Jacobià
En càlcul vectorial, el jacobià és una abreviatura emprada per anomenar tant la matriu jacobiana com el seu determinant, el determinant jacobià.
En geometria algebraica el jacobià d'una corba es refereix a la varietat jacobiana: un grup algebraic associat a la corba, en el qual es pot incloure.
Tots aquests conceptes reben aquest nom en honor del matemàtic Carl Gustav Jacob Jacobi.

## Matriu jacobiana
La matriu jacobiana és la matriu formada per totes les derivades parcials de primer ordre d'una funció vectorial. Si una funció és derivable en un punt, la seva derivada expressada en coordenades és el jacobià, però no cal que una funció sigui derivable perquè el jacobià estigui definit, perquè només cal que existeixin les seves derivades parcials.
La seva importància rau en el fet que representa la millor aproximació lineal a una funció derivable en l'entorn d'un punt donat. En aquest sentit, el jacobià és la derivada d'una funció de diverses variables. Per a una funció de n variables, n > 1, la derivada d'una funció numèrica, ha de ser una matriu, o una derivada parcial.
Si F : ℝn → ℝm és una funció de l'espai Euclidià de dimensió n en un espai euclidià de dimensió m. Aquesta funció ve donada per m funcions components reals, y1(x1,...,xn), ..., ym(x1,...,xn). Les derivades parcials de totes aquestes funcions (si existeixen) es poden organitzar per tal de definir una matriu de m×n, la matriu jacobiana J de F, tal com segueix:
{\displaystyle J={\begin{pmatrix}{\dfrac {\partial y_{1}}{\partial x_{1}}}&\cdots &{\dfrac {\partial y_{1}}{\partial x_{n}}}\\\vdots &\ddots &\vdots \\{\dfrac {\partial y_{m}}{\partial x_{1}}}&\cdots &{\dfrac {\partial y_{m}}{\partial x_{n}}}\end{pmatrix}}.}
Aquesta matriu també s'escriu {\displaystyle J_{F}(x_{1},\ldots ,x_{n})} i {\displaystyle {\frac {\partial (y_{1},\ldots ,y_{m})}{\partial (x_{1},\ldots ,x_{n})}}}.
La fila i-èsima (i = 1, ..., m) d'aquesta matriu és el gradient de yi transposada: {\displaystyle \left(\nabla y_{i}\right)^{\top }}.
Si p és un punt de ℝn i F és derivable a p, llavors la seva derivada ve donada per JF(p) (i aquesta és la forma més senzilla de calcular la derivada). En aquest cas, l'aplicació lineal descrita per JF(p) és la millor aproximació lineal de F entorn del punt p, en el sentit que 
{\displaystyle F(\mathbf {x} )=F(\mathbf {p} )+J_{F}(\mathbf {p} )(\mathbf {x} -\mathbf {p} )+o(|\mathbf {x} -\mathbf {p} |)}
Per a x proper a p i on o és la notació de Landau i significa que aquest terme tendeix a zero més de pressa que els altres.
El jacobià del gradient és la matriu hessiana.
Si els components de F s'ordenen en un vector columna
{\displaystyle \mathbf {y} =(y_{1},\dots ,y_{m})}
El jacobià es pot representar com un producte exterior de l'operador nabla per {\displaystyle \mathbf {y} }:
{\displaystyle {\frac {\partial (y_{1},\ldots ,y_{m})}{\partial (x_{1},\ldots ,x_{n})}}=\nabla \otimes \mathbf {y} }
On sovint s'omet el símbol del producte exterior perquè se sobreentén que el gradient d'un vector columna és una matriu.

### Exemples
La transformació de coordenades esfèriques a coordenades cartesianes ve donada per la funció F : ℝ+ × [0,π) × [0,2π) → ℝ3 amb els components: 
{\displaystyle x_{1}=r\sin \phi \cos \theta \,}
{\displaystyle x_{2}=r\sin \phi \sin \theta \,}
{\displaystyle x_{3}=r\cos \phi \,}
La matriu jacobiana d'aquest canvi de coordenades és
{\displaystyle J_{F}(r,\phi ,\theta )={\begin{pmatrix}{\dfrac {\partial x_{1}}{\partial r}}&{\dfrac {\partial x_{1}}{\partial \phi }}&{\dfrac {\partial x_{1}}{\partial \theta }}\\[3pt]{\dfrac {\partial x_{2}}{\partial r}}&{\dfrac {\partial x_{2}}{\partial \phi }}&{\dfrac {\partial x_{2}}{\partial \theta }}\\[3pt]{\dfrac {\partial x_{3}}{\partial r}}&{\dfrac {\partial x_{3}}{\partial \phi }}&{\dfrac {\partial x_{3}}{\partial \theta }}\\\end{pmatrix}}={\begin{pmatrix}\sin \phi \cos \theta &r\cos \phi \cos \theta &-r\sin \phi \sin \theta \\\sin \phi \sin \theta &r\cos \phi \sin \theta &r\sin \phi \cos \theta \\\cos \phi &-r\sin \phi &0\end{pmatrix}}.}
La matriu jacobiana de la funció F : ℝ3 → ℝ4 de components
{\displaystyle y_{1}=x_{1}\,}
{\displaystyle y_{2}=5x_{3}\,}
{\displaystyle y_{3}=4x_{2}^{2}-2x_{3}\,}
{\displaystyle y_{4}=x_{3}\sin(x_{1})\,}
és
{\displaystyle J_{F}(x_{1},x_{2},x_{3})={\begin{pmatrix}{\dfrac {\partial y_{1}}{\partial x_{1}}}&{\dfrac {\partial y_{1}}{\partial x_{2}}}&{\dfrac {\partial y_{1}}{\partial x_{3}}}\\[3pt]{\dfrac {\partial y_{2}}{\partial x_{1}}}&{\dfrac {\partial y_{2}}{\partial x_{2}}}&{\dfrac {\partial y_{2}}{\partial x_{3}}}\\[3pt]{\dfrac {\partial y_{3}}{\partial x_{1}}}&{\dfrac {\partial y_{3}}{\partial x_{2}}}&{\dfrac {\partial y_{3}}{\partial x_{3}}}\\[3pt]{\dfrac {\partial y_{4}}{\partial x_{1}}}&{\dfrac {\partial y_{4}}{\partial x_{2}}}&{\dfrac {\partial y_{4}}{\partial x_{3}}}\\\end{pmatrix}}={\begin{pmatrix}1&0&0\\0&0&5\\0&8x_{2}&-2\\x_{3}\cos(x_{1})&0&\sin(x_{1})\end{pmatrix}}.}
Aquest exemple mostra que el jacobià no cal que sigui una matriu quadrada.

### En sistemes dinàmics
Considerant un sistema dinàmic de la forma x' = F(x), amb F : ℝn → ℝn. Si F(x0) = 0, llavors x0 és un punt estacionari. El comportament del sistema es pot determinar sovint a partir dels valors propis de JF(x0), el jacobià de F al punt estacionari.

## Determinant jacobià
Si m = n, llavors F és una funció d'un espai de dimensió n en un espai de dimensió n i la matriu jacobiana és una matriu quadrada. En aquest cas es pot conformar el seu determinant que es coneix com el determinant jacobià. En algunes fonts, també se l'anomena el "jacobià".
El determinant jacobià dona informació important sobre el comportament de F a prop del punt. Per exemple, la funció contínuament derivable F és invertible a prop de p si el determinant jacobià a p és diferent de zero. Aquest és el teorema de la funció inversa. És més, si el determinant jacobià a p és positiu, llavors F preserva l'orientació a prop de p; si és negatiu, F inverteix l'orientació. El valor absolut del determinant jacobià a p dona el factor pel qual la funció F expandeix o contrau els volums a prop de p; és per això que el determinant jacobià surt a la integració per canvi de variable en el cas general de funcions de múltiples variables.

### Exemple
El determinant jacobià de la funció F : ℝ3 → ℝ3 de components
{\displaystyle y_{1}=5x_{2}\,}
{\displaystyle y_{2}=4x_{1}^{2}-2\sin(x_{2}x_{3})\,}
{\displaystyle y_{3}=x_{2}x_{3}\,}
és
{\displaystyle {\begin{vmatrix}0&5&0\\8x_{1}&-2x_{3}\cos(x_{2}x_{3})&-2x_{2}\cos(x_{2}x_{3})\\0&x_{3}&x_{2}\end{vmatrix}}=-8x_{1}\cdot {\begin{vmatrix}5&0\\x_{3}&x_{2}\end{vmatrix}}=-40x_{1}x_{2}.}
A partir d'aquí es veu que F inverteix l'orientació a prop d'aquells punts on x1 i x₂ tenen el mateix signe; la funció és localment invertible a tot arreu excepte a prop dels punts on x1 = 0 o x₂ = 0. Si es parteix d'un petit objecte entorn del punt (1,1,1) i s'aplica F a aquest objecte, s'obtindrà un conjunt objecte amb aproximadament 40 cops el volum de l'objecte original.

### Usos
El determinant jacobià es fa servir en la integració per canvi de variable al integrar una funció sobre el seu domini. Per adaptar la integral al canvi de variables, sorgeix el determinant jacobià com un factor multiplicatiu dins de la integral. Normalment cal que el canvi de variables es faci de forma que sigui injectiu entre les coordenades que determinen el domini. A conseqüència d'això el determinant jacobià resulta ben definit.